# 平和錦酒造
平和錦酒造株式会社（へいわにしきしゅぞう）は、岐阜県加茂郡川辺町下麻生の酒造会社。

## 概要
嘉永年間創業。当代は十三代目にあたる。建物も創業当時のものである。

### 銘柄一覧

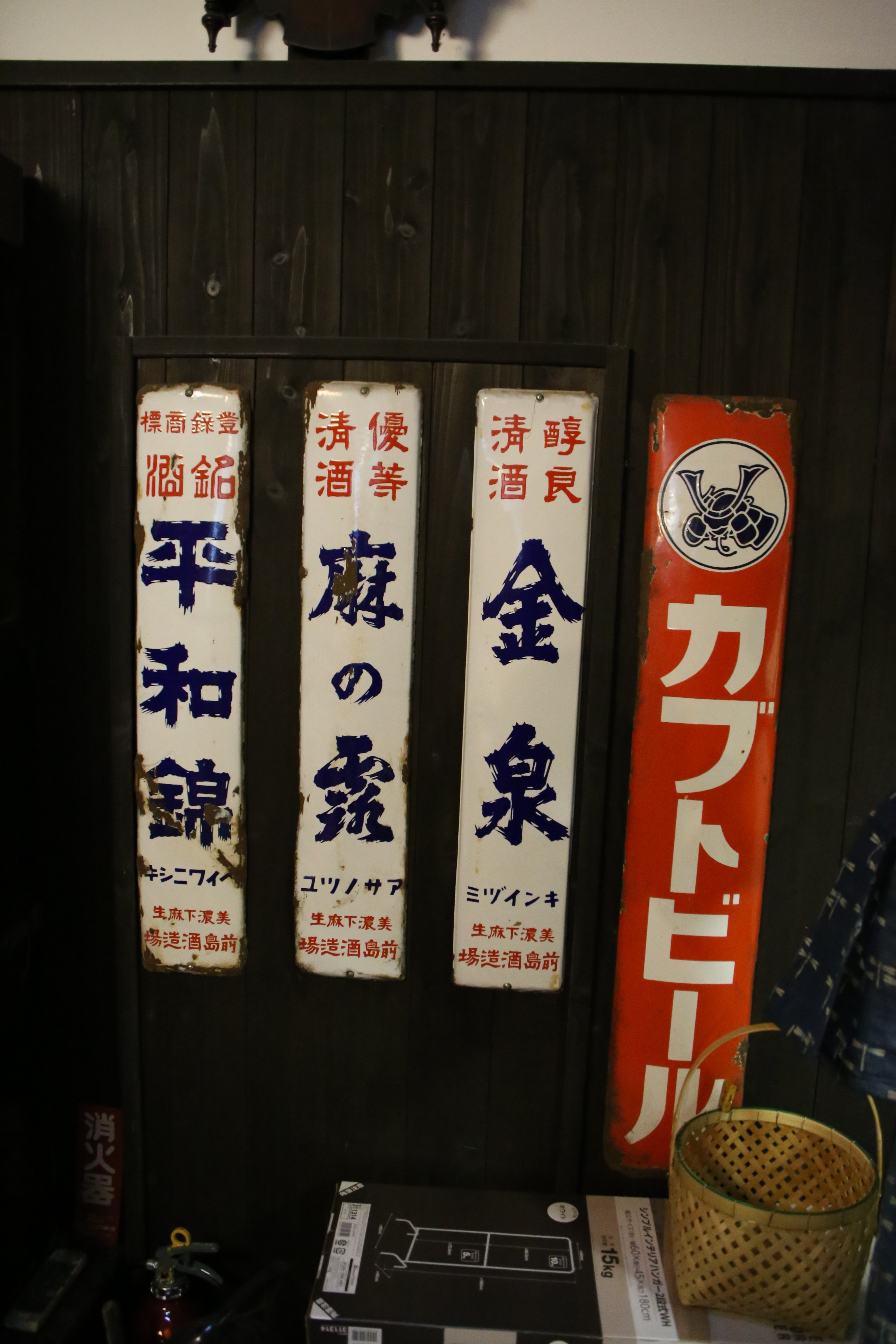
ホーロー看板

#### 現行商品
- 飛騨路の寒椿[WEB 3]
- 白珠拾年古原酒[1]

米は五百万石・やまひかり、水は奥山中の渓流水を使用して作られる。
- 金泉しぼりたて原酒[1]

米は五百万石・やまひかり、水は奥山中の渓流水を使用して作られる。金泉は蔵の裏山にある泉から命名された。

#### かつての商品
- 飛騨路の寒梅[1]

米は五百万石・ひだほまれ、水は奥山中の渓流水および和良村の蛇穴の水を使用して作られる。
- ひさご金泉[3]
- 平和錦[4]

## 交通アクセス
- JR東海高山本線下麻生駅より徒歩8分[2]